# Stanisław Jan Rostworowski
Stanisław Jan Rostworowski, właśc. Stanisław Franciszek Rostworowski (ur. 27 listopada 1934 w Poznaniu, zm. 1 stycznia 2018 w Warszawie) – polski dziennikarz, publicysta i katolicki działacz społeczny, poseł na Sejm PRL VI, VII i VIII kadencji (1972–1985).

## Życiorys
Urodził się jako syn Stanisława Rostworowskiego z rodziny szlacheckiej Rostworowskich herbu Nałęcz i Zofii z Mycielskich herbu Dołęga. W 1951 ukończył szkołę średnią w Poznaniu, następnie pracował fizycznie m.in. w charakterze robotnika w PKP we Wrocławiu. Przez krótki okres związany ze  Stowarzyszeniem „PAX”. W latach 1953–1959 studiował filologię polską i francuską na Katolickim Uniwersytecie Lubelskim. W 1957 podjął pracę w Bibliotece im. H. Łopacińskiego w Lublinie, znalazł się również wśród założycieli Chrześcijańskiego Stowarzyszenia Społecznego (był członkiem jego Zarządu Głównego oraz przewodniczącym Rady Naczelnej). Angażował się w tzw. inicjatywy pokojowe, był m.in. delegatem na kongres „Pokój i Sprawiedliwość” w Nijmegen (1968) oraz Konferencję Katolików Wschodu i Zachodu w Berlinie. Był dziennikarzem pisma „Za i Przeciw”, redaktorem naczelnym „Studiów i Dokumentów” (związanych z ChSS) oraz szefem wydawnictwa „Novum”. W latach 80. pracował również w „Tygodniku Polskim”. 
W 1972 rekomendowany przez organizację do Sejmu VI kadencji z okręgu Chełm. Zasiadał w Komisjach Pracy i Spraw Socjalnych oraz Spraw Zagranicznych. W Sejmie VII kadencji jako reprezentant okręgu Biała Podlaska kontynuował pracę w Komisji Pracy i Spraw Socjalnych, był również członkiem Komisji Planu Gospodarczego, Budżetu i Finansów. Od 1980 zasiadał w Sejmie VIII kadencji z okręgu Lublin, pracował w Komisjach: Planu Gospodarczego, Budżetu i Finansów, Pracy i Spraw Socjalnych oraz Polityki Społecznej, Zdrowia i Kultury Fizycznej. 
W latach 1958–1975 (właściwie do schyłku lat 80. XX wieku) był tajnym współpracownikiem Służby Bezpieczeństwa PRL pod ps. „Stanisław”. 
Po odejściu z Sejmu pracował w latach 1986–1992 jako doradca kolejnych ekip rządowych. Przewodniczący prezydium rady Koła Rodu Nałęczów. 
Był żonaty z Barbarą. Odznaczony Srebrnym i Złotym Krzyżem Zasługi, Krzyżem Kawalerskim i Oficerskim Orderu Odrodzenia Polski oraz Medalem 30-lecia Polski Ludowej. Laureat  Nagrody im. Witolda Hulewicza (2009 - 14. edycja).

## Wybrane publikacje
- Sanatorzy kontra sikorszczycy czyli Walka o władzę na uchodźstwie w Rumunii 1939–1940 (wraz z Tadeuszem Dubickim), Wydawnictwo „Adiutor”, Warszawa 1993
- „Dardanele”: delegatura WiN-u za granicą (1946–1949) (wstęp, dobór tekstów, przypisy), Zarząd Główny Stowarzyszenia Społeczno-Kombatanckiego „Wolność i Niezawisłość”, Wrocław 1999
- Monografia rodziny Rostworowskich. Lata 1386–2012, Tom 1 i 2, Oficyna Wydawnicza RYTM, Warszawa 2013